# Xerox
Xerox Corporation je americká firma, známá především jako výrobce kopírek a tiskáren.

## Historie
Počátky společnosti Xerox sahají do roku 1906, kdy byla založena v Rochesteru (stát New York) společnost The Haloid Company. Tato společnost se zaměřovala na výrobu fotografického papíru. V tomto roce se také narodil pan Chester Carlson, který byl později pro tuto firmu klíčovou postavou.
Za 32 let, v roce 1938 se podařilo Chesteru Carlsonovi ve své laboratoři vytvořit první fotokopii svým vynálezem. Svůj vynález vytvořil ve snaze usnadnit si práci při vyřizování patentových přihlášek, kdy musel neustále vytvářet kopie textů a hlavně výkresů a obrázků. Jejich překreslování bylo časově náročné a pracné a pořízení kopie fotografií mělo zase různá omezení, včetně ceny. Kopírování vymyslel Carlson na principu změny elektrostatických vlastností při ozáření světlem. Pak již jen byla otázka času než přijde na vhodné materiály a metody procesu kopírování.
Chester Carlson 6. října roku 1942 získal na svůj vynález patent číslo 2-297-691, avšak dosud se mu nepodařilo získat podporu nějaké společnosti, která by jeho vynález vyráběla a uvedla jej tak do praxe. Až v roce 1947 se mu podařilo dohodnout spolupráci se společností The Haloid Company, které poskytl zprostředkovaně licenci organizací The Battelle Memorial Institute (nezisková organizace pro průmyslový výzkum). V roce 1948 společnost Haloid oznámila vývoj v oblasti xerografie a nechala si zaregistrovat obchodní značku Xerox. Po dvou letech vývoje (1949) vznikl první kopírovací stroj – model A, který dokázal zhotovit jednu kopii za tři minuty.
V roce 1956 vznikla společnost Rank Xerox Limited spojením The Haloid Company a The Rank Organisation. V roce 1959 byl uveden model Xerox 914 - první plně automatická kopírka do kanceláře se snadnou obsluhou o rozměrech menší skříně. Pro zhotovení kopie již stačilo pouze stisknout tlačítko. V roce 1961 se společnost přejmenovala do dnes již známé podoby - Xerox Corporation. Díky velkému rozšíření jejích kopírovacích strojů řady Xerox vznikl pojem „oxeroxovat“ namísto „okopírovat“. V roce 1973 byl na trh uveden stroj Xerox 6500 Color vyrábějící plnobarevné kopie na obyčejném papíru nebo na fóliích. V roce 2000 koupila firma Xerox společnost Tektronics zabývající se tiskovými technologiemi za 925 miliónů USD. Na základě technologií této divize Xerox brzy uvedl nové tiskárny používající technologii tuhého inkoustu.

## Spolupráce s firmou Apple

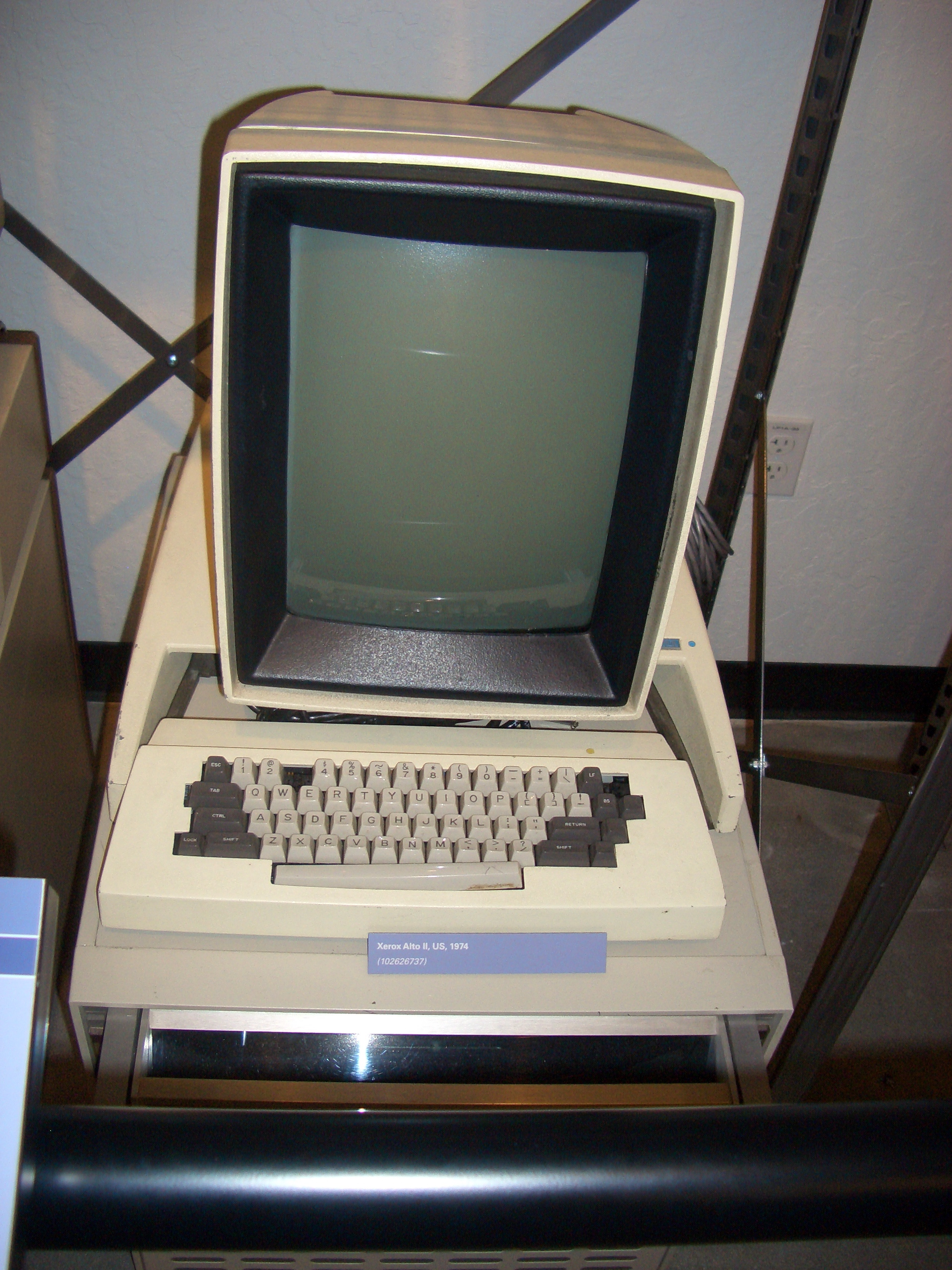
Počítač Xerox Alto vyvinutý v Xerox PARC.

Společnost Apple uvedla první osobní počítač na trh. Myšlenka počítače a jeho ovládání není původní.
V roce 1963 představil Douglas Engelbart mimo jiné svou studii polohovacího zařízení nazvaném jako myš, pro snadnější ovládání počítačů v grafickém prostředí. Tento výzkumník Stanfordského výzkumného institutu V 70. letech svou myš vylepšoval již jako zaměstnanec laboratoří Xerox PARC (Xerox Palo Alto Research Center) pro první osobní počítač Xerox Alto, který vymysleli Butler Lampson a Chuck Thackerbyl v roce 1972. Počítačová myš měla být součástí počítače včetně grafického prostředí (GUI) Xerox Star s okny a ikonkami na ploše.
I přes revoluční myšlenku osobního počítače se vedení Xeroxu rozhodlo, že o takový výrobek nebude mít veřejnost patrně zájem a nemá cenu jej uvádět na trh.[zdroj?] Proto Xerox v roce 1979 pozval vývojáře Apple, včetně Steva Jobse do laboratoří PARC na tři dny, aby se mohli seznámit s počítačem Xerox Alto. Steve Jobs okamžitě pochopil potenciál tohoto počítače a na jeho základě některé prvky (především grafické prostředí a myš) integroval do svého projektu Lisa, na němž právě pracoval. Proto se prvním osobním počítačem s myší, grafickým prostředím a grafickým textovým editorem (typu WYSIWYG) stal v roce 1983 Apple Lisa. Na základě Apple Lisy pak byl založen velmi komerčně úspěšný Apple Macintosh.
V roce 1981 Xerox začal nabízet kompletní řešení Xerox 8010 Star Information System s cenou za jeden počítač 16 000 dolarů. Typické řešení kanceláře Xerox Star stálo 100 000 dolarů a nabízelo grafické rozhraní, myš, síť Ethernet, souborové servery, tiskové servery a e-mail.[zdroj?]

## Další výrobky Xerox PARC
Kromě kopírek a prvenství s osobním počítačem Xerox přinesl světu další vynálezy.
- Laserová tiskárna: První laserovou tiskárnu vyvinul Gary Starkweather v Xerox PARC modifikací kopírky Xerox v roce 1971, avšak její první komerční podoba vznikla v roce 1977 v podobě modelu Xerox 9700. Do domácností nabídla laserovou tiskárnu HP (HP Laserjet 8ppm) až v roce 1984.
- Počítačová síť Ethernet: V roce 1975 v laboratořích PARC vymysleli její zaměstnanci Bob Metcalfe a David Boggs síť Ethernet k propojení svých počítačů o rychlosti 2,9 Mbit/s. Síť pracovala s rychlostí 2,94 Mb/s, později byla ve spolupráci firem DEC, Intel a Xerox zrychlena na 10 Mb/s (DIX Ethernet, 1980). Název sítě vznikl, podle teorie z 19. století, kdy se mělo za to, že celým světem prostupuje „Ether“, kterým se šíří elektromagnetické vlny. Na základě této paralely pak autoři nazvali síť Ethernet.
- Elektronický papír: Dalším ze zajímavých nápadů Xerox PARC je myšlenka elektronického papíru (v dnešní době nazývaného spíše SmartPaper) která sahá do roku 1975. Nicholas Sheridon vymyslel pružné gumové pouzdro obsahující řádově milióny kuliček o průměru menším než 100 mikronů. Kuličky byly vodivé a vložené do dutin s olejem. Každá kulička měla polovinu strany bílou a druhou polovinu černou a na základě elektrických impulsů bylo možné vyvolat obrazec tvořený černou nebo bílou barvou té strany kuličky podle potřeby. Výhodou této technologie je potřeba elektrické energie pouze v případě, kdy potřebujete vytvořit nový obrazec. Technologie byla pojmenována Gyricon podle anglického slova „gyrate“. Xerox v roce 2000 založil pobočku Gyricon Media, ve které se podílí na dalším rozvoji této technologie Nicholas Sheridon na pozici ředitele vývoje. Technologie je prozatím nabízena v obchodním sektoru.